# 拉斐爾·奧羅斯科，偶像
《拉斐爾·奧羅斯科，偶像》（西班牙語：Rafael Orozco, el ídolo）是由 阿西爾·阿吉拉爾·阿穆查斯特吉（Asier Aguilar Amuchastegui）為 卡拉科尔電視公司 製作的哥倫比亞電視劇。 根據哥倫比亞歌手拉斐爾·奧羅斯科·馬埃斯特雷的一生改編。 由亞歷杭德羅·帕拉西奧（Alejandro Palacio）主演。本劇於2012年11月20日至2013年4月1日播出。

## 演员
- 亞歷杭德羅·帕拉西奧 飾 拉斐爾·奧羅斯科·馬埃斯特雷
- 塔莉安娜·瓦爾加斯 飾 克拉拉·卡貝洛·德·奧羅斯科
- 瑪麗莎·羅德里格斯 飾 瑪莎·莫妮卡·卡馬戈
- 馬裡奧·埃斯皮蒂亞 飾 埃內斯托《泰托》特洛
- 安吉拉·維加拉 飾 瑪麗埃拉·德·卡貝洛
- 阿爾貝托·普霍爾 飾 哈辛托·卡貝洛
- 米里亞姆·德·盧爾德 飾 克里斯蒂娜·馬埃斯特·德·奧羅斯科
- 拉斐爾·卡梅拉諾 飾 拉斐爾·奧羅斯科·費爾南德斯
- 加布里埃拉·阿維拉 飾 貝蒂·卡貝洛
- 馬丁阿門塔 飾 傑里米亞斯·奧羅斯科
- 卡蜜拉·薩拉特 飾 路易莎
- 彼得卡德納斯 飾 米薩爾奧羅斯科
- 瑪麗亞·特蕾莎·卡拉斯科 飾 米里亞姆·卡貝洛
- 弗雷迪·弗洛雷茲 飾 埃爾南·穆爾加斯
- 克里斯蒂娜·加西亞 飾 寧法
- 拉斐爾·里卡多 飾 康派·奇普科
- 維克多·納瓦羅 飾 盧西亞諾·波韋達
- 埃瓦爾·古鐵雷斯 飾 埃吉迪奧·奧維耶多
- 拉斐爾桑托斯 飾 迪奧尼西奧·馬斯特雷
- 阿科·佩雷斯 飾 維爾吉利奧·巴雷拉
- 毛里西奧·卡斯蒂略 飾 貝斯手
- 卡洛斯·安德烈斯·維拉 飾 伊斯雷爾·羅梅羅